# 印尼能源

印尼歷年消耗能源的組合。

印尼使用能源（包括水泥製造）的二氧化碳排放演進圖。

這篇印尼能源（英語：Energy in Indonesia）用來簡述印尼不同能源的來源與現況，以及印尼在開發再生能源時所遇到的問題。
印尼在2019年的能源總產量為450.79百萬噸油當量（toe），一次能源（也稱初級能源）供應總量為231.14百萬噸油當量，終端用電量為263.32太瓦·小時（TWh，1太瓦=1012瓦特）。印尼長期以來所使用的能源均以化石燃料為主。印尼曾是主要的石油出口國，該國在1962年加入歐佩克，而在2004年成為石油淨進口國，印尼在當時是這個組織中唯一的石油淨進口國。印尼在2009年申請暫停歐佩克會員國籍，而在2016年1月重新申請加入，但又在當年11月申請暫停會籍。該國是世界第4大煤碳生產國，也是排名世界前幾名的煤炭輸出國。截至2016年，該國已探明煤炭儲量為249.1億噸，排名世界第11位。此外，印尼擁有豐富的再生能源潛力，估計可達近417.8吉瓦 (GW，也稱百萬瓩，1吉瓦=（109瓦特)，其中包括太陽能、風能、水力發電、地熱能、海流能和生物質能，但目前只利用到其中的2.5%。此外，印尼和馬來西亞兩國擁有的天然氣儲量佔東盟（ASEAN）的3分之2；印尼在2016年的天然氣產量超過2,000億立方米。
印尼政府在2017年發布國家能源總體規劃 (National Energy General Plan ，簡稱RUEN) ，概述該國增加使用清潔能源（再生能源）和減少溫室氣體排放的多項承諾，並加入簽訂《巴黎協定》。印尼在REUN中設定的目標是把新能源和再生能源的使用，在2025年達到總能源結構的23%，到2050年比率再增加到31%。該國還承諾到2030年把溫室氣體排放量，如果基於完全照舊的基線，可減少29%，如果取得國際的支持，則可減少41%。
印尼有幾個備受矚目的再生能源項目，例如位於錫登倫拉龐縣的75兆瓦（MW，也稱千瓩，1兆瓦=106瓦特）風力發電廠、另一位於傑尼彭托縣的72兆瓦風力發電廠，以及位於西爪哇省的145兆瓦希拉塔水庫漂浮太陽能發電廠（參見希拉塔水庫），這座發電廠將成為東南亞最大的漂浮式太陽能發電廠。

## 概述
|                                                                            | 人口數目 (百萬) | 一次能源 (太瓦·時) | 產量 (太瓦·時) | 出口 (太瓦·時) | 電力 (太瓦·時) | 二氧化碳排放 (百萬噸) |
| -------------------------------------------------------------------------- | --------------- | ------------------ | -------------- | -------------- | -------------- | --------------------- |
| 2004                                                                       | 217.6           | 2,024              | 3,001          | 973            | 104            | 336                   |
| 2007                                                                       | 225.6           | 2,217              | 3,851          | 1,623          | 127            | 377                   |
| 2008                                                                       | 228.3           | 2,311              | 4,035          | 1,714          | 134            | 385                   |
| 2009                                                                       | 230.0           | 2,349              | 4,092          | 1,787          | 140            | 376                   |
| 2010                                                                       | 239.9           | 2,417              | 4,436          | 2,007          | 154            | 411                   |
| 2012                                                                       | 242.3           | 2,431              | 4,589          | 2,149          | 166            | 426                   |
| 2012R                                                                      | 246.9           | 2,484              | 5,120          | 2,631          | 181            | 435                   |
| 2013                                                                       | 250.0           | 2,485              | 5,350          | 2,858          | 198            | 425                   |
| 2004-2010年間變動                                                          | 10.2%           | 19.4%              | 48%            | 106%           | 48%            | 22%                   |
| 百萬噸油當量 = 11.63 太瓦· 時 2012R = 2012年二氧化碳計算標準改變，重新計算 |                 |                    |                |                |                |                       |

根據國際能源署的數據，印尼在2004年到2008年之間的能源產量增長34%，出口增長76%。

## 各種能源

印尼用來產生電力的不同能源

印尼截至2017年的發電裝機容量為52,859兆瓦，其中36,892兆瓦透過爪哇-巴厘島電網（Java–Bali grid）傳輸。

### 化石燃料能源

#### 煤炭
印尼煤炭儲量中的多數是中低質的動力煤（thermal coal），而供應國內發電使用的價格設有上限，使用別的能源來發電因此受到排擠。印尼的煤炭儲量以目前的挖掘速度，預計可持續開採80多年。印尼在2009年是世界第二大煤炭出口國，運往中國、印度、日本、義大利等國家。加里曼丹（在婆羅洲）和南蘇門答臘省是印尼的煤炭開採中心，印尼在近年的煤炭產量快速上升，2007年的產量為2億多噸，到2013年已是4億多噸。印尼煤炭礦業協會（Indonesian Coal Mining Association）主席在2013年表示印尼在2014年的產量可達到4.5億噸。
印尼煤炭產業的業者相當分散，由少數的大型生產商和大量的小型公司組成。產業中的大公司包括：
- 布汨資源控股（英语：Bumi Resources）（PT Bumi Resources擁有PT Kaltim Prima Coal和PT Arutmin Indonesia兩家大型煤炭公司的控治權）
- 阿達羅能源（英语：Adaro Energy）（PT Adaro Energy）
- PT Kideco Jaya Agung[18]
- PT Indo Tambangraya Megah（ITM）[19]
- 碧嶗煤炭能源（英语：Berau Coal Energy）（PT Berau Coal Energy Tbk）
- PT Bukit Asam Tbk[20]（這家為印尼國有公司）

挖掘煤礦導致森林砍伐的風險。根據綠色和平組織的報告，印尼有家燃煤電廠在興建之後，導致附近海域漁獲量減少，而周遭人們罹患呼吸系統相關疾病的人數增加。

#### 石油

印尼曾是一石油淨出口國家。

石油產業是印尼的重要經濟部門。該國在1980年代曾是重要的石油出口國，從2000年開始，由於國內石油消費持續上升，而產量持續下降，導致印尼開始增加進口石油，最終成為石油淨進口國。在印尼的蘇門答臘島、婆羅洲、爪哇島和西巴布亞省有相當的石油儲量，據說印尼全國約有60個盆地，其中已勘探開發的只有22個。印尼當前的主要油田包括：
- 米納思油田（Minas field）：位於蘇門答臘廖內省，由美國雪佛龍投資的雪佛龍太平洋印尼公司經營，這個油田是印尼油田中規模最大者。[23]油田產量約佔印尼石油年產量的20-25%。
- 杜里油田（Duri field）：位於蘇門答臘廖內省班加麗縣（英语：Bengkalis Regency），由雪佛龍太平洋印尼公司經營。[24]
- 罗干油田（Rokan field）：位於蘇門答臘廖內省，由雪佛龍太平洋印尼公司經營，是最近在下罗干县（英语：Rokan Hilir Regency）開發的大型油田。
- 希普油田（Cepu field）：位於中爪哇省和東爪哇省交界處的圖邦鎮（英语：Tuban） ，由美國埃克森美孚的子公司Mobil Cepu Ltd.經營。這處油田於2001年3月被發現，估計已探明的儲量有6億桶石油和1.7兆立方英尺天然氣。此油田經過營運商和印尼政府之間的持續討論後才達成開發協議。[25]產量預計將從2012年初的每日約20,000桶增加到2014年底的約165,000桶。[26]

#### 天然氣

印尼天然氣產量、出口與國內消費圖表（資料來源：BP，2021年版）。

印尼日漸體認到天然氣行業具有相當大的發展潛力。印尼政府原則上會對天然氣投資給予優先支持。但在實施之時，因有許多阻礙石油部門投資的問題也同樣發生在天然氣的領域，私營部門投資者，尤其是外國的，並不願意投資。迄2013年中期，印尼主要的潛在氣田包括如下：
- 馬哈坎氣田：在東加里曼丹省馬哈坎區塊，由法國石油公司道達爾印尼子公司Total E & P Indonesie管理，日本石油和天然氣公司國際石油開發帝石（ Inpex）參與投資，這個氣田的產量佔印尼總產量約30%。據報導，這個油田在2013年中期的每天約可產出17億立方英尺（4,800萬立方米）天然氣和67,000桶（10,700立方米）凝析油。當時對此區塊未來管理的細節正在討論中，其中包括有個由印尼國家石油公司（Pertamina）接管全部或部分的建議。[28]據報導，Total E & P Indonesie在2013年10月宣布將停止對此油田新項目的探勘。[29]2015年，印尼能源和礦物資源部（英语：Ministry of Energy and Mineral Resources (Indonesia)）部長發布一項規定，把該區塊的管理權從Total E & P Indonesie Inpex（這兩家公司從1966年開始管理這區塊，已超過50年）轉到Pertamina。[30]2017年底，Pertamina的子公司Pertamina Hulu Indonesia[31]被指派將於2018年1月1日期開始接管這個區塊的管理。
- 唐古天然氣田（英语：Tangguh gas field）：位於西巴布亞省的賓圖尼灣，由BP管理。估計已探明天然氣儲量為4.4兆立方英尺（1,200億立方米）。預計這個氣田在不久後的液化天然氣年產量可達760萬噸。[32]
- 阿倫天然氣田（英语：Arun gas field）:位於亞齊特區，自1970年代以來一直由埃克森美孚運營。此氣田的儲量現在已大致枯竭，因此現在正逐漸退出生產中。氣田在1994年的生產高峰時期每日產量約為340萬立方英尺（9.6萬立方米），而在1989年生產的凝析油可達每日約130,000桶。埃克森美孚的附屬公司還經營附近的South Lhoksukon A和D氣田以及北蘇門答臘海上氣田。[33]埃克森美孚在2015年9月將其在亞齊的資產出售給Pertamina。出售的部分包括埃克森美孚在北蘇門答臘海上區塊的資產 (100%)、在B氣田的權益 (100%) 以及其在PT Arun天然氣液化工廠的股權（30%）。交易完成後，Pertamina將擁有PT Arun天然氣液化工廠85%的股份。[34]
- 東納土納天然氣田（英语：East Natuna gas field）：位於南海納土納群島（此氣田原名納土納D-Alpha）被認為天然氣的儲量在東南亞各國中排名在前，估計已探明儲量為46兆立方英尺（1.3兆立方米）。目標是在2020年開始把產量擴大到每日40億立方英尺（1.1億立方米），整體生產期間或可持續20年。[35]
- Banyu Urip氣田：位於東爪哇省柏卓內苟樓縣（英语：Bojonegoro Regency），在希普油田區塊之內，這個氣田是印尼的主要氣田。此區塊的權益由Pertamina通過其子公司PT Pertamina EP Cepu擁有45%，埃克森美孚公司的子公司ExxonMobil Cepu Limited另擁有45%。埃克森美孚負責這個區塊的營運。[36]
- Masela氣田：位於帝汶島東部，大約介於帝汶島和澳大利亞達爾文之間。目前（2016年初）印尼政府正在考慮開發這個氣田。氣田的主要投資者在2016年初是Inpex和殼牌（Shell），分別持有65%和35%的股權。氣田開發之後，很可能成為印尼最大的深水天然氣項目，預計投資金額在140到190億美元之間。據說此處天然氣儲量超過10兆立方英尺（2,800億立方米）。[37]*然而由於是否經由海上或陸上加工設施從事運營尚無法確定，開發工作遭到推遲。經過印尼部長間的爭論，[38]印尼總統佐科·維多多在2016年3月下令加工設施設在陸上。[39]這計劃將讓投資者的成本大幅增加，並會推遲項目的啟動，但投資者並未打算退出。印尼政府建議投資者儘速提交在陸上建設加工設施計劃以利進行。[40]

#### 頁岩
蘇門答臘北部和加里曼丹東部有開採緻密油（即頁岩油）和頁岩氣的潛力 估計運用既有的技術可採得46兆立方英尺（1.3兆立方米）的頁岩氣和79億桶（1.26×109立方米）的頁岩油。Pertamina率先在蘇門答臘北部使用水力壓裂法勘探頁岩氣。雪佛龍太平洋印尼公司和NuEnergy兩家 Gas也是在現有油田和新勘探中使用水力壓裂法的先驅。印尼對於環境問題的關切和政府設定的石油價格上限，成為在該國大量開發頁岩礦床的障礙。在蘇拉威西、希蘭島、布魯島和巴布亞省的頁岩是在水成環境中生成，有易碎特性，容易使用水力壓裂法取得油氣，而印尼西部的頁岩有較高的黏土成分，並不適合使用水力壓裂法。

#### 煤層氣
印尼擁有453兆立方英尺（12.8兆立方米）的煤層氣（CBM）儲量，主要分佈在加里曼丹和蘇門答臘，煤層氣讓印尼有重塑其能源版圖的潛力，就像頁岩氣可重塑美國的能源版圖一樣。由於印尼政府擔憂開採過程中會有溫室氣體溢出和水污染的問題，對於開發煤層氣並不熱衷，目前政府的目標是在2015年在標準狀況下每天生產890萬立方英尺（25萬立方米）煤層氣。

### 再生能源

印尼由不同再生能源生產的電力

印尼設定到2025年和2050年的目標，再生能源在所有能源的佔比各為23%和31%。在2020年，印尼的再生能源在國家能源中佔比為11.2%，其中水力發電和地熱能發電佔絕大部分。雖然印尼有巨大的再生能源發展潛力，但印尼仍在努力設法以實現這個目標之中。缺乏足夠的獎勵法規以吸引私營部門投資，以及法規不一致，都是經常被點出的原因。有項政策要求私人投資者在協議營運期間結束時將整個項目轉移給印尼國家電力公司（PLN）（印尼唯一的此類電力承購商），再加上印尼能源和礦物資源部設有消費價格上限，引發潛在投資者對於投資回報有疑慮。
另個問題與資金來源有關，要實現在2025年達到23%佔比的目標，印尼需要投資約1,540億美元，國家無力撥出這筆巨額經費，潛在投資者和貸款銀行也不願參與。此外，再生能源資源具有分佈零散、地處偏遠、電力不易傳輸、太陽能和風能發電是間歇性能源等特性，引發對輸電網路（電網）可靠性的擔憂。另外就是相關成本極高。再生能源項目的初始投資依舊很高，由於電價必須低於地區發電成本（Region Generation Cost ），使得再生能源項目不具吸引力。印尼有大量煤炭儲量，並且位居世界上最大的煤炭淨出口國之列，與依賴煤炭進口的國家相比，開發再生能源發電廠的急迫程度較低。
有建議讓印尼取消對化石燃料的補貼、成立再生能源部、改進電網管理、調動國內資源以支持再生能源及促進國際投資者進入印尼。印尼繼續依賴化石燃料，可能會隨著世界上再生能源快速演變，成為具有成本效益後，讓印尼在燃煤發電的設備陷入困境，導致巨額投資損失。
在2020年2月有消息發布，人民協商會議（印尼國會）正在起草該國第一個再生能源法案之中。

#### 生物質
估計印尼有55%的人口（即1.28億人）主要是依靠傳統的生物質（主要是木材）烹飪食物。農村地區的窮人依賴這種能源的原因是他們別無選擇，只能不斷在森林中砍伐，收集木材作為燃料。
有個利用棕櫚油廠排放污水 (POME) 提取能源，發電容量為1兆瓦的發電機試點項目已於2014年9月在廖內省完成，提供電力供村莊中1,050戶人家使用。

#### 水力發電
印尼擁有75吉瓦的水力發電潛力，但僅用到大約5吉瓦。印尼設定到2025年增加水力發電裝機容量2吉瓦的目標，其中包0.43吉瓦的微型水力發電。

#### 地熱能
印尼目前已利用到一些地熱能源。根據組織“再生能源政策網絡（Renewable Energy Policy Network）”發表的《2013年再生能源全球狀況報告（Renewables 2013 Global Status Report）》，印尼擁有世界第三大裝機容量（1.3吉瓦），僅次於美國（3.4吉瓦）和菲律賓（1.9吉瓦），在印尼之後的有墨西哥（1.0吉瓦）、義大利（0.9吉瓦）、紐西蘭（0.8吉瓦）、冰島（0.7吉瓦）和日本（0.5吉瓦）。印尼在2018年第1季擁有1,924.5兆瓦的地熱能發電裝置容量，在地熱能利用方面僅次於美國（3,591兆瓦），為世界第2名，取代之前菲律賓（1,868兆瓦）的地位。印尼目前的政策是鼓勵利用地熱能發電。印尼目前的地熱能發電廠有位於西爪哇省的瓦揚·文都地熱能電廠 和卡莫章地熱能發電廠。
這個區塊的發展比預期的要慢得多。在這方面的擴張似乎受到一系列技術上、經濟上和政策上的問題所阻礙，這些問題在印尼引起相當多的批評。事實證明這些問題不易利用制定政策來應對。
兩家新的發電廠預，分別位於中爪哇省的狄昂火山群和西爪哇省的帕圖哈火山，計於2020年開始發電。

#### 風力
印尼許多地方的平均風速都不高，可建立大規模風力發電場的範圍有限。通常可行的只能裝置小型（<10千瓦）和中型（<100 千瓦）的發電機。美國國家再生能源實驗室在東努沙登加拉省松巴島做過三項獨立技術評估，發現“當地風力資源強大到設立風力發電具有經濟價值，最高測試到的風速範圍為6.5米/秒至8.2米/秒 “印尼有非常少量的（離網）電力來自風力發電。例如2011年在爪哇島南海岸班圖縣一個名為Pandanmino小村莊建有一小電廠，但這發電廠是座實驗工廠，尚不清楚是否可獲得供長期營運的經費。
2018年，印尼在南蘇拉威西省錫登倫拉龐縣設立第一座名為Sidrap的風力發電場（75兆瓦），這是東南亞最大的風力發電場。印尼在2019年又設立一座容量為72兆瓦的電廠，位於南蘇拉威西島的傑尼彭托縣。

#### 太陽能
印尼在太陽能光電領域的發展相對不足，但此領域的潛力巨大（高達207吉瓦），而該國的利用率不到1%。基於一系列原因，印尼的太陽能發電量在實務上不大可能迅速增加。原因包括在監管、技術、金融、經濟和社會上的限制；缺乏一致和支持政策；缺乏有吸引力的關稅和激勵措施；以及缺乏把生產的電力連接到輸電網路的基礎設施，這些都是印尼（包括農村地區）在快速建設太陽能光電場時所遇到的重要挑戰。

## 能源利用

### 運輸部門
印尼國內交通運輸耗用大量能源。印尼眾多的私用車輛（絕大多數是汽車和摩托車）對燃料有巨大的需求。運輸部門的能源消耗每年增長率約為4.5%。因此該國迫切需要制定改革政策和投資以進行基礎建設，提高交通運輸領域的能源使用效率，尤其是在城市地區。
印尼有充分的機會去降低交通運輸部門的能源消耗，例如透過提高私家車/摩托車的能源效率標準，以及擴大公共交通網絡。其中許多措施將比目前的交通運輸系統更具成本效益。還可降低運輸能源的碳強度，特別是透過使用生質柴油或是電氣化以取代柴油的使用。但採用這兩者都需要進行全面的供應鏈分析，以確保生物燃料和發電廠不會對環境產生更廣泛（例如森林砍伐或空氣污染）的影響。

### 電力部門
電力取得
印尼在2011年有超過50%的家庭能取得電力供應。當年國內無法直接取得電力供應的人估計有6,300萬人。
但到2019年，印尼已經有98.9%的人口都能使用電力。
提供機構
印尼國家電力公司是國內的主要電力供應者，也是印尼一次能源的主要耗用者。

## 主管能源機構

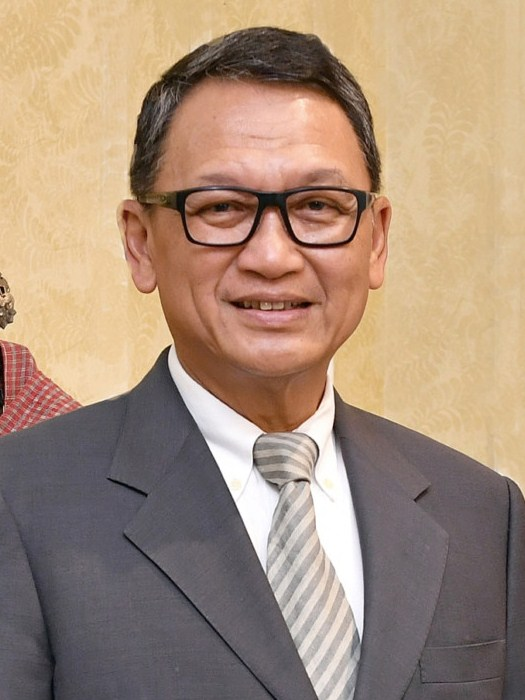
印尼能源和礦物資源部長阿禮分·塔斯立夫，自起擔任現職。

## 在印尼的主要能源公司
印尼本國公司
- 印尼國家石油公司（Pertamina）

印尼國家石油公司標誌

- 印尼國家電力公司（Perusahaan Listrik Negara）
- 印尼國家天然氣公司（英语：Perusahaan Gas Negara）
- 巴克里集團（英语：Bakrie Group）旗下的布汨資源控股
- PT Medco Energi International（英语：MedcoEnergi），印尼最大的上市石油和天然氣公司
- 阿德羅能源（英语：Adaro Energy），印尼規模排名在前的煤礦公司

外國公司
- 美國雪佛龍太平洋印尼公司[77]是印尼最大的原油生產商；這家公司在2014年生產的原油在印尼的佔比為40%
- 法國道達爾印尼公司（Total E&P Indonesia）營運在加里曼丹的東哈馬坎油田及其他油田
- 美國埃克森美孚是在印尼主要的外國運營商之一
- Equinor是家挪威跨國公司，從2007年開始在印尼（尤其是印尼東部）開展業務
- 英國BP是在西巴布亞省唐古天然氣田的主要液化天然氣營運商
- 美國康菲公司目前與印尼政府簽訂有四份產出共享合同，包括在納土納群島和蘇門答臘
- Inpex是家日本公司，在東京證券交易所上市，這家公司於1966年在印尼設立北蘇門答臘海上石油勘探有限公司（North Sumatra Offshore Petroleum Exploration Co. Ltd.）開始在印尼展開業務。

## 溫室氣體排放
印尼在2009年的二氧化碳排放總量超過義大利，但在2005年，如果計入建築施工和森林砍伐在內的所有溫室氣體排放量，印尼排在中國、美國和巴西之後，位居世界第4。印尼火力發電的碳強度每千瓦·時（CO2/kWh）所產生的二氧化碳重量超過600克，高於絕大多數國家。